# Aminata Namasia
Aminata Namasia Bazego, née le 10 mars 1993 à Dingila est une femme politique, députée de la république démocratique du Congo. Elle est nommée le 12 avril 2021 vice-ministre de l'enseignement primaire, secondaire et technique dans le gouvernement Sama Lukonde.

## Biographie

### Enfance et éducation
Aminata Namasia est née le 10 mars 1993 à Dingila dans la province du Bas-Uele en république démocratique du Congo. Elle a fait ses études primaires au Complexe scolaire Golpas.En 2017, elle obtient un diplôme en économie monétaire de la faculté d’administration des affaires et sciences économiques de l’université protestante au Congo (UPC),.

### Carrière politique
Aminata Namasia est élue députée nationale dans la circonscription de Bambesa, dans la province du Bas-Uele, lors des élections législatives du 30 décembre 2018 en république démocratique du Congo.  Membre du Parti congolais pour le développement (PCD), elle a remporté le seul et unique siège de la circonscription électorale de Bambesa face à seize candidats hommes et quatre concurrentes femmes.
En décembre 2020, le président de la république Félix Tshisekedi met fin à la coalition Front commun pour le Congo-Cap pour le changement (en) (FCC-Cach) et crée autour de lui l'Union sacrée.
Le 8 décembre 2020, à la suite de la déchéance du Bureau de l'Assemblée nationale, conformément à son règlement intérieur, le député le plus âgé, accompagné de deux benjamins prennent la direction du Bureau, avec mission d'organiser et installer le bureau définitif. Aminata Namasia, la plus jeune députée en exercice de la chambre basse du parlement au côté de Gael Bussa, est désignée comme questeur du Bureau d’âge de l'Assemblée nationale,,.
Le 12 avril 2021, elle est nommée vice-ministre nationale de l'Enseignement primaire, secondaire et technique du gouvernement Sama Lukonde,.

### Autres
Aminata Namasia est promotrice d’une fondation qui porte son nom et dont le siège social se situe dans le territoire de Bambesa au Nord-Est de la République démocratique du Congo. Créée en 2016, le champ d'action de la fondation est l'éducation des jeunes filles, la promotion des cantines scolaires, l'autonomisation des femmes et la promotion du sport en milieu rural.